# Balmain
Balmain è una casa di moda fondata nel 1945 da Pierre Balmain.
Nel 2016, Mayhoola Investments ha acquisito Balmain per una cifra di 500 milioni di euro. Balmain era controllata al 70% dagli eredi di Alain Hivelin. Balmain non rilascia regolarmente informazioni finanziarie, ma Les Echos ha stimato le sue entrate nel 2015 erano a €120 milioni, crescendo da una stima di €30 milioni nel 2012. Balmain dovrebbe raggiungere un fatturato di 150 milioni di euro nel 2017, di cui il 90% generato dal canale wholesale, e si sta impegnando maggiormente anche nella vendita al dettaglio diretta.

## Storia
Nel periodo immediatamente successivo alla seconda guerra mondiale, lo stilista francese Pierre Balmain era considerato uno dei più influenti nella moda dell'epoca, ed aveva realizzato abiti per celebrità come Ava Gardner e Brigitte Bardot. Dopo la morte di Pierre Balmain nel 1982, la casa di moda passò nelle mani di Erik Mortensen, descritto da Vogue come il "braccio destro" di Pierre Balmain. Oscar de la Renta prese le redini del marchio fra il 1993 ed il 2001. Sotto la direzione di Pierre Balmain, di Mortensen, e di de la Renta, il marchio ottenne riconoscibilità per il suo stile classico e lussuoso. Fino a poche collezioni fa, la casa di moda è stata guidata dallo stilista Christophe Decarnin, che ha dato al marchio Balmain un taglio più moderno e spigoloso. Oggi è direttore creativo il giovanissimo Olivier Rousteing, il cui stile si distingue per forme semplici e aderenti, impreziosite da ricami e decorazioni vistosi.
Il marchio Balmain viene citato nel brano musicale Where Do You Go To My Lovely di Peter Sarstedt, che nel testo del brano dice "Your clothes are all made by Balmain" (in italiano: I tuoi abiti sono tutti fatti da Balmain). Viene citato nell'Ottobre 2017 anche dal trapper Lil Pump dicendo "Rather go and buy Balmains", nella canzone Gucci Gang.
Fra le più celebri clienti Balmain si possono citare Angelina Jolie, Penélope Cruz, Alexandra Kerry, Tatiana Sorokko, Kate Moss, Nicki Minaj e Kristin Davis, fra le altre.
Nel 2015 Balmain collabora con il colosso svedese low cost H&M per una limited edition chic ma con prezzi più bassi.
Nel 2016 Balmain è stata acquistata da Mayhoola Investments, fondo sovrano di proprietà dell'Emiro del Qatar, proprietario anche di Valentino SpA.
Nel 2017 Balmain ha annunciato una collaborazione con il famoso marchio di lingerie Victoria's Secret.